# The War on Normal People
The War on Normal People: The Truth About America's Disappearing Jobs and Why Universal Basic Income Is Our Future là một cuốn sách do Andrew Yang viết vào năm 2018. Cuốn sách được xuất bản bởi Hachette Books tại Hoa Kỳ vào ngày 3 tháng 4 năm 2018. Một phiên bản bìa mềm đã được phát hành vào ngày 2 tháng 4 năm 2019. Yang cũng đã ghi âm lại một phiên bản sách nói được phát hành trên YouTube vào tháng 9 năm 2018.
Tập trung vào các vấn đề trong nước, cuốn sách thảo luận về sự thay đổi công nghệ, vấn đề tự động hóa, chuyển dịch công việc, nền kinh tế Hoa Kỳ và cái  Yang gọi là nhu cầu về thu nhập cơ bản vô điều kiện (UBI). Yang lập luận rằng "khi công nghệ tiếp tục khiến nhiều nghề nghiệp trở nên lỗi thời, chính phủ phải thực hiện các biện pháp cụ thể để đảm bảo sự ổn định kinh tế cho người dân Hoa Kỳ", bao gồm việc cung cấp UBI, một trong ba chính sách trọng tâm của chiến dịch tranh cử tổng thống năm 2020 của Yang.

## Lịch sử xuất bản
Cuốn sách được Hachette Books phát hành tại Hoa Kỳ vào ngày 3 tháng 4 năm 2018. Một ấn bản bìa mềm được phát hành 1 năm sau vào vào ngày 2 tháng 4 năm 2019.

## Nội dung
Trong cuốn sách, Yang thảo luận về sự dịch chuyển công việc và sự thu hẹp của các nền kinh tế địa phương, gọi hiện tượng này là "sự dịch chuyển vĩ đại", là "sản phẩm của quá trình tài chính hóa, toàn cầu hóa và công nghệ hóa". Ông dự đoán rằng sự tự động hóa sẽ xóa sổ hàng triệu công việc, bao gồm cả những công việc cổ cồn trắng, chẳng hạn như luật sư xem tài liệu và một số các vị trí trong ngành y tế, vì "máy tính đã được chứng minh là khá giỏi trong việc đọc và chẩn đoán hình ảnh chụp X quang". Yang đưa ra sự khác biệt giữa "người bình thường" và những người có khuynh hướng công nghệ, lưu ý rằng "mức lương khởi điểm trung bình ở Thung lũng Silicon cho kỹ sư là gần 200.000 USD, một điều khiến số người theo học các ngành nhân văn giảm và theo học ngành kỹ thuật tăng". Ông dự đoán rằng tự động hóa sẽ khiến "những người bình thường" trở nên dư thừa, và tỷ lệ thất nghiệp ngày càng tăng có thể dẫn đến các cuộc biểu tình bạo lực.
Yang đưa ra lời "phản bác lại những người có suy nghĩ lạc quan hơn, chẳng hạn như Thomas Friedman, người tin rằng người Mỹ có thể biến thành những người học suốt đời". Theo Yang, 49% người lao động Mỹ thuộc một trong 5 nhóm công việc phổ biến nhất trong nền kinh tế Mỹ, đó là công việc hành chính và văn phòng, bao gồm cả nhân viên tổng đài; bán lẻ và thu ngân; những người trong ngành dịch vụ ăn uống và chuẩn bị thực phẩm; tài xế xe tải và những người trong ngành vận tải; và công nhân sản xuất.
Yang ủng hộ thu nhập cơ bản vô điều kiện (UBI) là 1000 đô la một tháng cho mỗi công dân Hoa Kỳ, "được trả bằng thuế giá trị gia tăng 10% đối với tất cả hàng hóa và dịch vụ". Ông gọi đây là "Cổ tức Tự do" (Freedom Dividend) và tuyên bố rằng điều này "sẽ thay thế phần lớn các chương trình phúc lợi hiện có." Yang tuyên bố rằng chính sách này sẽ "xóa bỏ đói nghèo cho 41 triệu người Mỹ hiện đang sống dưới mức nghèo khổ" và "cũng như sẽ cải thiện năng lực thương lượng của hàng triệu người lao động có mức lương thấp - buộc người sử dụng lao động phải tăng lương, thêm phúc lợi và cải thiện điều kiện để giữ lại nhân công". Ông đã viện dẫn nhà hoạt động nhân quyền Martin Luther King, cựu tổng thống Hoa Kỳ Richard Nixon, và nhà kinh tế học Milton Friedman như những người đi đầu ủng hộ UBI. Ông lập luận rằng UBI sẽ "cho phép mọi người chuyển đổi hiệu quả hơn từ các ngành và môi trường làm việc đang thu hẹp sang những ngành mới" và là "có lẽ chất xúc tác lớn nhất cho sự sáng tạo của con người mà chúng ta từng thấy".
Bên cạnh đó, Yang kêu gọi một giai đoạn mới của chủ nghĩa tư bản được gọi là "chủ nghĩa tư bản lấy con người làm trung tâm", tích hợp "các mục tiêu và phép đo như tỷ lệ thành công thời thơ ấu, sức khỏe tâm thần, mức độ gắn kết với công việc, [và] không lạm dụng chất gây nghiện." Ông lập luận rằng "GDP sẽ là một phép đo ngày càng sai lệch và thiếu sót theo thời gian, khi ngày càng có nhiều công việc được thực hiện bởi phần mềm, AI và máy móc." Ông đề xuất rằng UBI sẽ thúc đẩy một hệ thống "tín dụng xã hội" để trao đổi hàng hóa và dịch vụ, cũng như cải cách hệ thống giáo dục đại học để "dạy và thể hiện một số giá trị".

## Ý nghĩa
Các chủ đề được thảo luận trong cuốn sách, bao gồm thay đổi công nghệ, tự động hóa, dịch chuyển công việc, nền kinh tế Mỹ và những gì Yang mô tả là sự cần thiết của UBI, là trọng tâm trong chiến dịch tranh cử tổng thống năm 2020 của ông. Ông lập luận rằng "khi công nghệ tiếp tục khiến nhiều nghề nghiệp trở nên lỗi thời, chính phủ phải thực hiện các biện pháp cụ thể để đảm bảo sự ổn định kinh tế cho người dân Hoa Kỳ", bao gồm việc cung cấp UBI, một trong ba chính sách trọng tâm của chiến dịch tranh cử tổng thống năm 2020 của Yang.

## Đón nhận
Yang đã thảo luận về cuốn sách và nội dung của nó trong nhiều cuộc phỏng vấn khác nhau, bao gồm Merion West, Recode Decode with Kara Swisher, và The Ben Shapiro Show. Cuốn sách, cũng như quan điểm và giải pháp của Yang, nhìn chung đã nhận được những đánh giá tích cực.
Tác giả và nữ doanh nhân Arianna Huffington đã đánh giá cuốn sách một cách tích cực, gọi nó là "một cái nhìn rõ ràng về chiều sâu của các vấn đề kinh tế và xã hội của chúng ta và một lộ trình đổi mới hướng tới một tương lai tốt đẹp hơn." Major Garrett của CBS News nhận thấy cuốn sách "hấp dẫn và rắc rối". Doanh nhân Daymond John gọi cuốn sách là "phải đọc", viết rằng Yang "nhìn thấy bức tranh toàn cảnh" và rằng "mọi doanh nhân nên đọc cuốn sách này để hiểu những thách thức trong thập kỷ tới". Tác giả Alec Ross đã viết: "Trong cuốn sách mạnh mẽ này, Andrew Yang nêu bật nhu cầu cấp thiết phải viết lại khế ước xã hội của nước Mỹ. Trong lời kêu gọi chung tay xuất phát từ cả con tim và lý trí, Yang đã góp phần quan trọng vào cuộc tranh luận về hướng đi của nước Mỹ. và những gì chúng ta phải làm."
Vào năm 2019, John Harwood - tổng biên tập CNBC đã xếp cuốn sách này trong số 5 cuốn sách chính trị hàng đầu, gọi đây là "một tác phẩm khác nhằm vào các thế lực xung đột với tầng lớp trung lưu của Mỹ. [Yang] thu hút sự chú ý của chúng ta đến các điểm dữ liệu bắt mắt về hướng đi nền kinh tế của ta." Kirkus Reviews gọi cuốn sách là "một bức chân dung nghiêm túc về một chính thể đang sụp đổ" và "một tác phẩm kích động phản biện xã hội". Viết cho tờ The New York Times, nhà kinh tế học người Mỹ Robert Reich đánh giá cả The War on Normal People và Give People Money của Annie Lowrey, gọi những cuốn sách này là "những cuốn sách vỡ lòng hữu ích về [UBI]". Reich cảm thấy rằng "một số hình thức [UBI] dường như  là không thể tránh khỏi". Emily Witt của tờ The New Yorker nhận thấy "những lập luận cho chính sách của Yang [là] dựa theo thực nghiệm hơn là cảm tính." Felix Haas của World Literature Today nhận xét rằng "theo dõi những thử thách mà Yang thảo luận [có thể như] đấm liên tục vào mặt", nhưng "Yang cũng cố gắng truyền tải một ý thức cộng đồng đáng kinh ngạc."
Viết cho The Wall Street Journal, giáo sư kinh tế học Đại học Harvard Edward Glaeser nói rằng trong khi ông chia sẻ "những lo lắng của Yang về tương lai việc làm", ông không đồng ý với đề xuất UBI, nói rằng một "tương lai mà 2/3 người Mỹ sống nhờ UBI là một nỗi kinh hoàng thực sự ". Andy Kroll của Rolling Stone đã viết rằng cuốn sách của Yang "giải thích chi tiết hơn về quan điểm của ông ấy nhưng đặt ra càng nhiều câu hỏi hơn là trả lời", và "đặt ông vào nhóm của những người tin rằng lo lắng về kinh tế đóng một vai trò quyết định trong cuộc bầu cử của Trump và sự trỗi dậy của chủ nghĩa dân tộc da trắng".

## Trích dẫn
1. 1 2  Andrew Yang (ngày 3 tháng 4 năm 2018). The War on Normal People: The Truth About America's Disappearing Jobs and Why Universal Basic Income Is Our Future. Hachette Books. ISBN 978-0-316-41424-1.
2. ↑  "Amazon.com Sales Ranks (US)". Sales Rank Express. ngày 12 tháng 8 năm 2019. Lưu trữ bản gốc ngày 12 tháng 8 năm 2019. Truy cập ngày 12 tháng 8 năm 2019.
3. 1 2 3 4  "Kirkus Review". Kirkus Reviews. ngày 5 tháng 2 năm 2018. Lưu trữ bản gốc ngày 21 tháng 3 năm 2019. Truy cập ngày 11 tháng 8 năm 2019.
4. 1 2 3  Leavell, Byrd (ngày 19 tháng 2 năm 2018). "The War on Normal People: The Truth About America's Disap-pearing Jobs and Why Universal Basic Income Is Our Future". Publishers Weekly. Waxman Leavell Literary Agency. Lưu trữ bản gốc ngày 21 tháng 3 năm 2019. Truy cập ngày 11 tháng 8 năm 2019.
5. 1 2  Johnson, Eric (ngày 19 tháng 7 năm 2019). "Why 2020 presidential candidate Andrew Yang doesn't want to break up Google". Vox. Lưu trữ bản gốc ngày 6 tháng 8 năm 2019. Truy cập ngày 11 tháng 8 năm 2019.
6. 1 2 3 4 5  Reich, Robert B. (ngày 9 tháng 7 năm 2018). "What if the Government Gave Everyone a Paycheck?". The New York Times (bằng tiếng Anh). ISSN 0362-4331. Lưu trữ bản gốc ngày 6 tháng 8 năm 2019. Truy cập ngày 12 tháng 8 năm 2019.
7. 1 2  Kroll, Andy (ngày 19 tháng 7 năm 2019). "'I Came From the Internet': Inside Andrew Yang's Wild Ride". Rolling Stone (bằng tiếng Anh). Lưu trữ bản gốc ngày 21 tháng 7 năm 2019. Truy cập ngày 12 tháng 8 năm 2019.
8. 1 2  Glaeser, Edward (ngày 9 tháng 7 năm 2018). "'Give People Money' and 'The War on Normal People' Review: The Cure for Poverty?". The Wall Street Journal (bằng tiếng Anh). Lưu trữ bản gốc ngày 25 tháng 7 năm 2019. Truy cập ngày 12 tháng 8 năm 2019.
9. 1 2 3  Mattila, Henri (ngày 28 tháng 6 năm 2019). "Then a Long Shot, Now a Contender: Our 2018 Interview with Andrew Yang". Merion West (bằng tiếng Anh). Lưu trữ bản gốc ngày 29 tháng 6 năm 2019. Truy cập ngày 12 tháng 8 năm 2019.
10. ↑  León, Concepción de (ngày 15 tháng 2 năm 2019). "Read These Books by the 2020 Presidential Candidates". The New York Times (bằng tiếng Anh). ISSN 0362-4331. Lưu trữ bản gốc ngày 23 tháng 2 năm 2019. Truy cập ngày 12 tháng 8 năm 2019.
11. ↑  "Our Policies". Andrew Yang for President (bằng tiếng Anh). Lưu trữ bản gốc ngày 17 tháng 2 năm 2019. Truy cập ngày 12 tháng 8 năm 2019.
12. ↑  Hains, Tim (ngày 7 tháng 4 năm 2019). "Andrew Yang Makes Case For Universal Basic Income On "The Ben Shapiro Show"". RealClearPolitics. Lưu trữ bản gốc ngày 5 tháng 8 năm 2019. Truy cập ngày 11 tháng 8 năm 2019.
13. ↑  "The War on Normal People (Editorial Reviews)". Barnes & Noble. Lưu trữ bản gốc ngày 13 tháng 9 năm 2019. Truy cập ngày 4 tháng 10 năm 2019.
14. ↑  Gerber, Eve (ngày 21 tháng 10 năm 2019). "The Best Politics Books of 2019 recommended by John Harwood". Five Books. Lưu trữ bản gốc ngày 22 tháng 10 năm 2019. Truy cập ngày 22 tháng 10 năm 2019.
15. ↑  Witt, Emily (ngày 18 tháng 7 năm 2019). "How Andrew Yang's Robot Apocalypse Can Heal a Divided Nation". The New Yorker (bằng tiếng Anh). ISSN 0028-792X. Lưu trữ bản gốc ngày 23 tháng 7 năm 2019. Truy cập ngày 12 tháng 8 năm 2019.
16. ↑  Haas, Felix (ngày 17 tháng 10 năm 2018). "The War on Normal People: The Truth about America's Disappearing Jobs and Why Universal Basic Income Is Our Future by Andrew Yang". World Literature Today. Lưu trữ bản gốc ngày 12 tháng 8 năm 2019. Truy cập ngày 12 tháng 8 năm 2019.